# Bưởi Đoan Hùng
Bưởi Đoan Hùng là một giống bưởi nổi tiếng không chỉ ở Phú Thọ, mà còn được biết đến ở nhiều nơi khác. Giống bưởi này mang tên huyện Đoan Hùng, huyện cực Bắc của tỉnh Phú Thọ.
Giống bưởi nối tiếng này đã được bảo hộ tên gọi xuất xứ và được Nhà nước bảo hộ vô thời hạn tại quyết định số 73/QĐ-SHTT. Ngoài ra, bưởi Đoan Hùng cũng là một trong những đặc sản nổi tiếng của tỉnh Phú Thọ.

## Đặc điểm, nguồn gốc và xuất xứ

### Đặc điểm
Bưởi Đoan Hùng có quả hình cầu dẹt, chín màu vàng sáng, cùi mỏng, múi ráo, tôm mọng nước, màu trắng ngà, ăn ngọt mát, mùi thơm đặc trưng. 
Hiện nay, bưởi Đoan Hùng được trồng tại xã Đông Khê, Bằng Luân, Nghinh Xuyên, Hùng Quan, Quế Lâm, Phương Trung, Minh Lương, Vân Du, Chí Đám, Tây Cốc, Phong Phú, Bằng Doãn, Hữu Đô, Phúc Lai, Ngọc Quan, Ca Đình thuộc huyện Đoan Hùng, tỉnh Phú Thọ, Việt Nam.
Bưởi Đoan Hùng là giống bưởi cổ nhất. Truyền qua nhiều đời, và cây tổ hiện nay có tuổi đời hơn 100 năm, to lớn như cây cổ thụ và được dùng để chiết cành nhân giống các thế hệ bưởi tiếp theo. Đây phải là loại cây trồng lâu năm, có quả hình cầu dẹt, quả chưa đầy 1 kg, chín màu vàng sáng, vỏ hơi héo, cùi mỏng, múi ráo, tôm mọng nước, màu trắng ngà, đặc trưng bởi hương vị thơm, ngon, ngọt, mát. Giống bưởi này đặc biệt ở chỗ có thể bảo quản được vài tháng đến nửa năm, khi bổ ra, ăn vẫn ngọt, ngon.

#### Phân loại

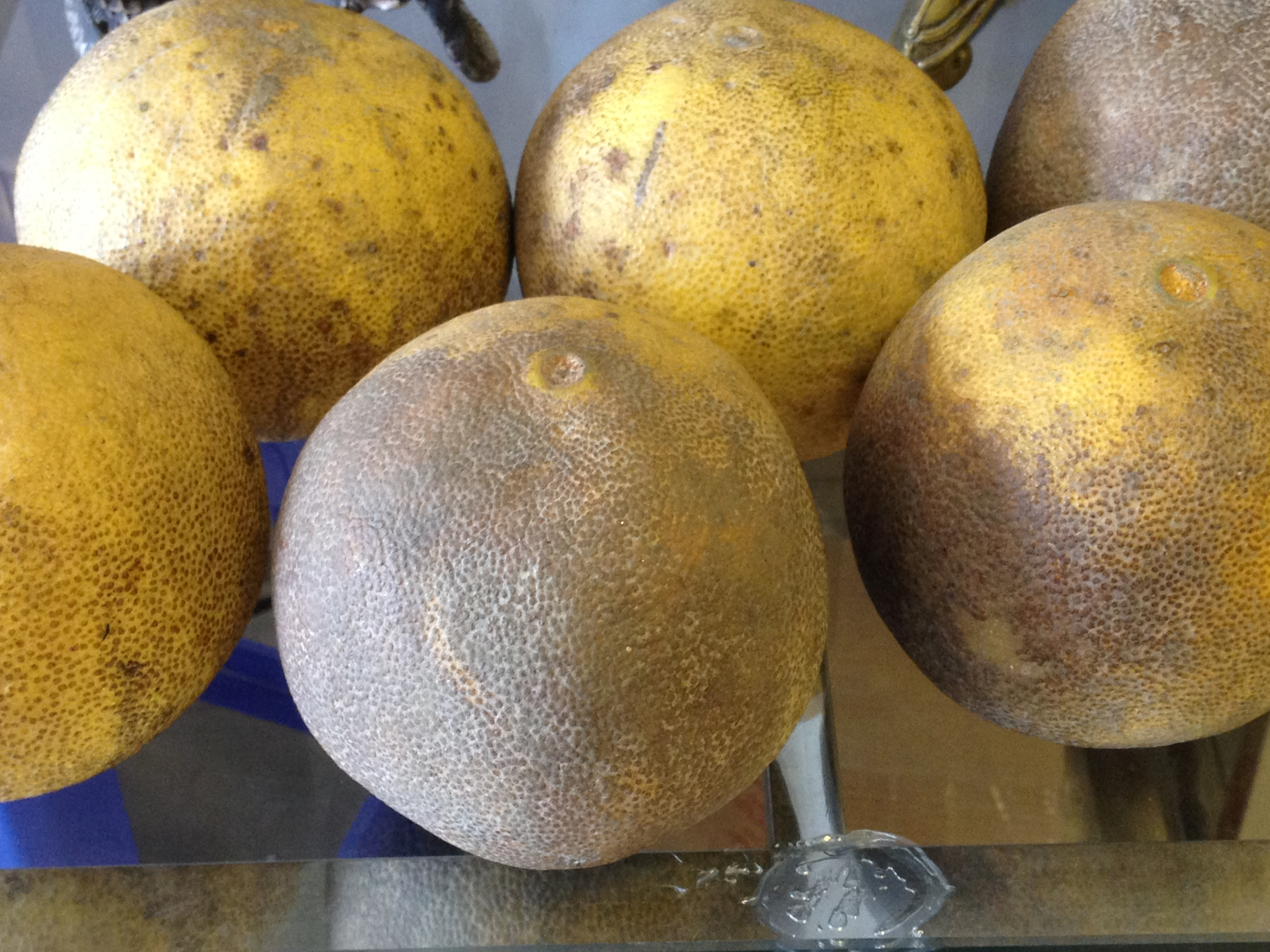
Bưởi Bằng Luân.

Bưởi Đoan Hùng được phân ra làm 2 giống bưởi, đó là bưởi Bằng Luân và bưởi Sửu Chí Đám.
Bưởi Bằng Luân có cách đây 200 đến 300 năm, là giống có nhiều nhất ở Đoan Hùng, trồng chủ yếu ở xã Bằng Luân và Quế Lâm. Chất lượng bưởi ở cả hai xã đều đồng đều. Bưởi Bằng Luân có dạng lá nhỏ, quả nhỏ có hình cầu dẹt hoặc dạng hình lá to, quả to, tròn đều. Khi chín có màu vàng rơm, màu thịt quả trắng, trục quả đặc, dễ tách múi, tép mềm mọng nước có màu trắng xanh, ngọt đậm, vị thơm.
Bưởi Sửu Chí Đám phát triển phù hợp trên đất phù sa sông Lô, sông Chảy. Giống bưởi này được nhân dân xã Chí Đám nhân ra từ cây bưởi ngon của nhà lão nông có tên là Sửu cách đây trên 200 năm. Từ đó, tên ông được đặt cho giống bưởi này. Bưởi Sửu sau 5 năm trồng cho quả có chất lượng tốt, cây 15 tuổi có năng suất từ 100 – 150 quả, bảo quản sau 5 – 6 tháng vẫn giữ được chất lượng tốt.